# Ernie Fletcher
Ernest Lee Fletcher (nascido em 12 de novembro de 1952) é um político norte-americano. Filiado ao Partido Republicano, foi governador do Kentucky de 9 de novembro de 2003 até 11 de novembro de 2007. Inicialmente, ele trabalhou como nomeado da United States House of Representatives (câmara que, juntamente com o Senado, forma o Congresso dos Estados Unidos) no Congresso do 6º Distrito do Estado do Kentucky como representante da cidade de Lexington (a segunda maior cidade do Kentucky, depois de Louisville, onde residiu por muitos anos).

## Carreira
Fletcher se formou na Universidade de Kentucky e ingressou na Força Aérea dos Estados Unidos para perseguir seu sonho de se tornar um astronauta. Ele deixou a Força Aérea depois que cortes no orçamento reduziram o tempo de voo de seu esquadrão e se formou em medicina, na esperança de ganhar uma vaga como civil em uma missão espacial. A deterioração da visão acabou com essas esperanças, e ele começou a trabalhar como médico particular e conduziu serviços como ministro leigo batista. Ele se tornou ativo na política e foi eleito para a Câmara dos Representantes de Kentucky em 1994. Dois anos depois, ele concorreu a uma cadeira na Câmara dos Representantes dos Estados Unidos, mas perdeu para o titular Scotty Baesler. Quando Baesler se aposentou para concorrer a uma vaga no Senado dos Estados Unidos, Fletcher novamente concorreu à vaga no Congresso e derrotou o senador estadual democrata Ernesto Scorsone. Ele logo se tornou um dos principais conselheiros do caucus republicano da Câmara em relação à legislação de saúde, particularmente a Declaração de Direitos dos Pacientes.
Fletcher foi eleito governador em 2003 em detrimento do procurador-geral do estado, Ben Chandler. No início de seu mandato, Fletcher conseguiu algumas economias para o estado ao reorganizar o poder executivo. Ele propôs uma revisão do código tributário estadual em 2004, mas não conseguiu aprová-la na Assembleia Geral. Quando os republicanos no senado estadual insistiram em vincular as reformas ao orçamento do estado, a legislatura foi suspensa sem aprovação e o estado operou sob um plano de gastos do executivo elaborado por Fletcher até 2005, quando o orçamento e as reformas foram aprovados.
Mais tarde, em 2005, o procurador-geral Greg Stumbo, o democrata de mais alto escalão do estado, lançou uma investigação para saber se as práticas de contratação do governo Fletcher violavam o sistema de mérito do estado. Um grande júri retornou várias acusações contra membros da equipe de Fletcher e, eventualmente, contra o próprio Fletcher. Fletcher perdoou qualquer pessoa de sua equipe envolvida na investigação, mas não perdoou a si mesmo. Embora a investigação tenha sido encerrada por um acordo entre Fletcher e Stumbo no final de 2006, ela continuou a ofuscar a candidatura de Fletcher à reeleição em 2007. Depois de reverter um desafio nas primárias republicanas pela ex-deputada Anne Northup, Fletcher perdeu a eleição geral para o democrata Steve Beshear. Após seu mandato como governador, ele voltou à área médica como fundador e CEO da Alton Healthcare. Ele é casado e tem dois filhos adultos.